# Grupa MoCarta

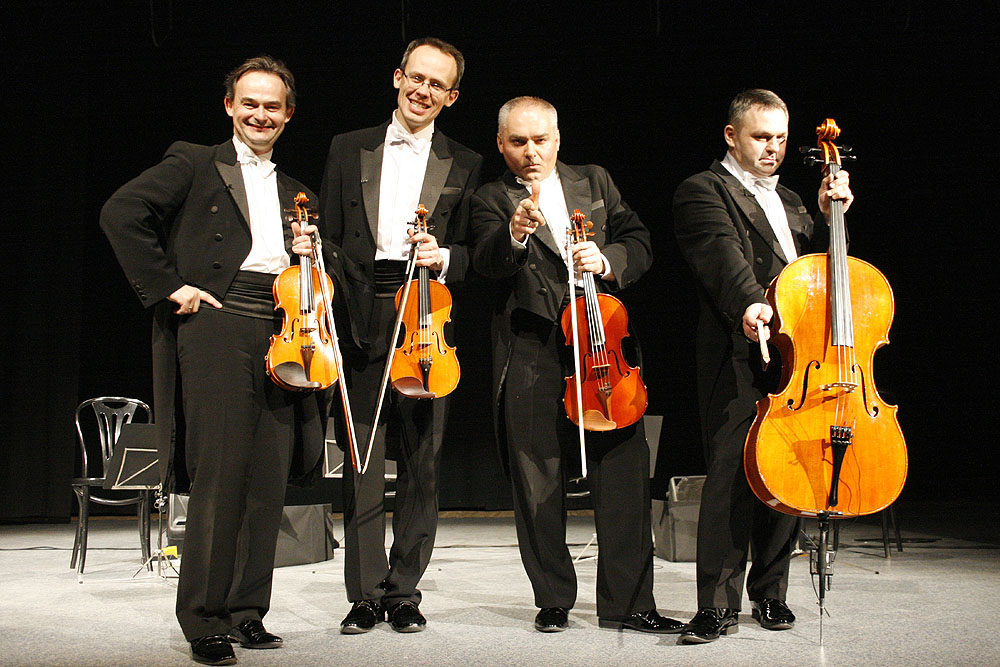

Grupa MoCarta – kwartet smyczkowy mający charakter kabaretu, powstały 21 marca 1995 roku. Podstawą ich repertuaru są dowcipy muzyczne oraz sytuacyjne, zazwyczaj oparte na skojarzeniach muzycznych.
W skład Grupy wchodzą skrzypkowie Filip Jaślar i Michał Sikorski, altowiolista Paweł Kowaluk oraz wiolonczelista Bolesław Błaszczyk (zastąpił zmarłego tragicznie 14 października 2000 roku Artura Reniona).
Na Warsaw Summer Jazz Days w 2002 roku wystąpili na scenie razem z Bobbym McFerrinem.

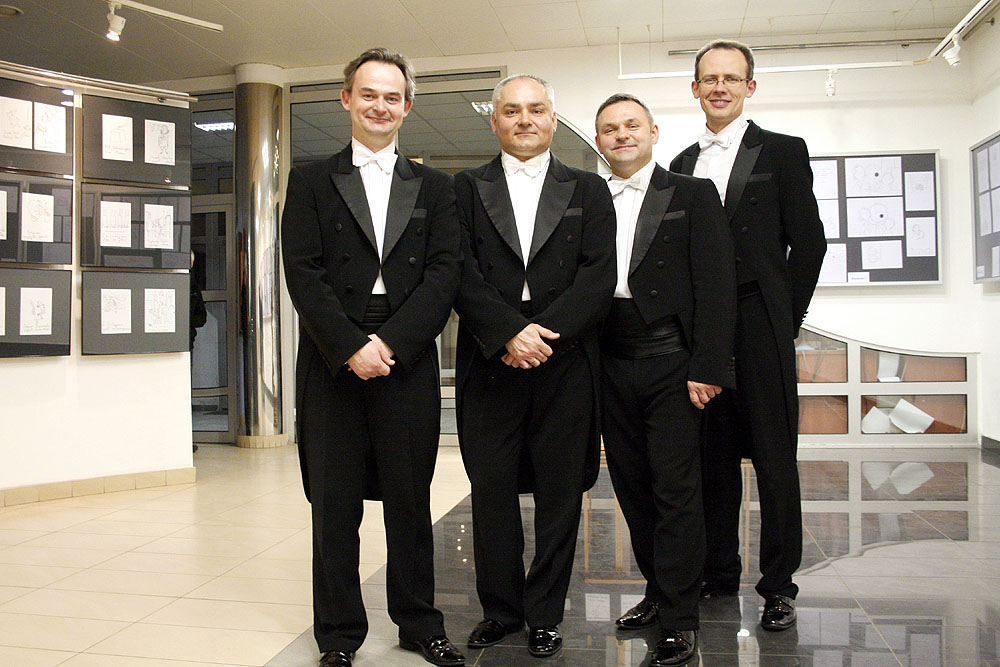
Foto: Paweł Matyka

14 marca 2011 roku grupa zagrała podczas mszy pogrzebowej w intencji Ireny Kwiatkowskiej w bazylice Świętego Krzyża w Warszawie.

## Dyskografia
| 1997                           | Grupa MoCarta - Data: 1997 - Wydawca: Selles Records                                                                          | -  |               |
| 2000                           | KREATURY – czyli Cztery pory roku według Grupy MoCarta - Data: październik 2000 - Wydawca: Wyższa Szkoła Promocji/Pomaton EMI | –  | - złota płyta |
| 2004                           | Cztery struny świata - Data: marzec 2004 - Wydawca: Wyższa Szkoła Promocji/Pomaton EMI                                        | 45 |               |
| 2007                           | Grupa MoCarta w Operze (DVD) - Data: 28 września 2007 - Wydawca: New Abra                                                     | –  |               |
| 2007                           | Koncert Jubileuszowy - Data: 31 października 2007 - Wydawca: Wyższa Szkoła Promocji/Pomaton EMI                               | –  |               |
| 2008                           | Grupa MoCarta w Teatrze (DVD) - Data: 21 listopada 2008 - Wydawca: New Abra                                                   | –  |               |
| 2010                           | The Best of MozArt Group (DVD) - Data: luty 2010 - Wydawca: New Abra                                                          | –  |               |
| 2011                           | Zamach na MoCarta, czyli jeżeli śpiewać, to nie indywidualnie (DVD) - Data: 15 marca 2011 - Wydawca: New Abra                 | –  |               |
| 2012                           | Frak’n’Roll (DVD, Blu-ray) - Data: 18 września 2012 - Wydawca: EMI Music Poland                                               | –  |               |
| 2016                           | Ale CZAD czyli podróże Grupy MoCarta (DVD) - Data: 30 września 2016 - Wydawca: New Abra                                       | –  |               |
| 2017                           | MozArt comes to town (DVD) - Data: 30 września 2016 - Wydawca: New Abra                                                       | –  |               |
| 2022                           | Grupa MoCarta wśród Gwiazd (DVD) - Data: 23 września 2022 - Wydawca: New Abra                                                 | –  |               |
| „–” pozycja nie była notowana. | |    |               |

## Filmografia
- 2000: Chłopaki nie płaczą

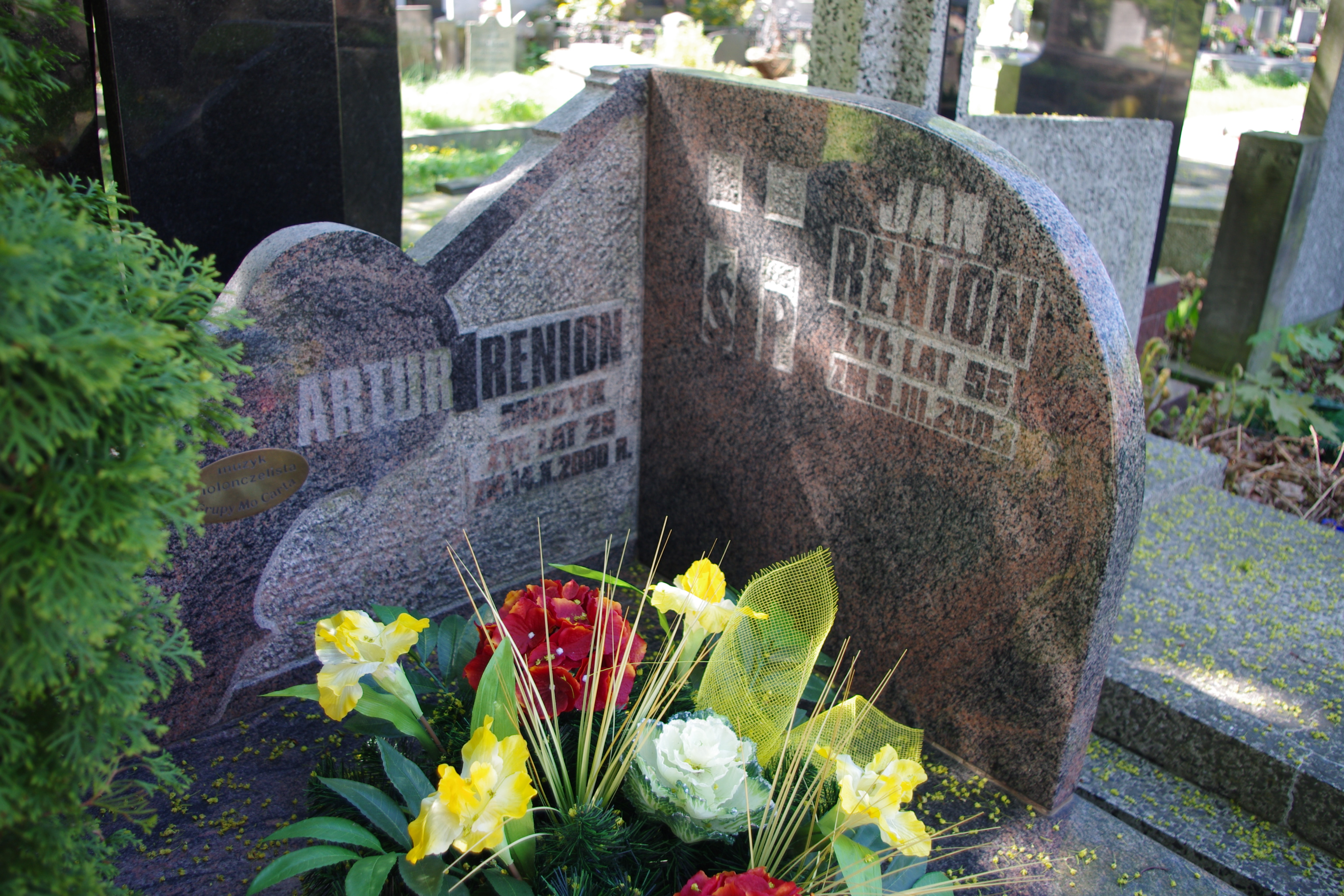
Grób pierwszego wiolonczelisty Grupy MoCarta, Artura Reniona, na cmentarzu ewangelicko-augsburskim w Warszawie

- 2006: Miłość w przejściu podziemnym

## Zdobyte nagrody
- Grand Prix XVIII Biesiad Satyry i Humoru „Złota szpilka” 1997
- II nagroda Przeglądów Kabaretów PaKA 1998 i 2000
- „Pingwin z brązu”, nagroda zielonogórskiego środowiska kabaretowego
- Grand Prix Festiwalu Dobrego Humoru w Trójmieście w 2002